# Briefmarken-Jahrgang 1958 der Deutschen Bundespost Berlin
Der Briefmarken-Jahrgang 1958 der Deutschen Bundespost Berlin umfasste sieben Sondermarken, vier davon als Ergänzung der Serie „Männer aus der Geschichte Berlins“, die philatelistisch allerdings zum Jahrgang 1957 zählen. In diesem Jahr wurden in Berlin keine Dauermarken herausgegeben.
Der Nennwert der Marken betrug 0,95 DM.

## Liste der Ausgaben und Motive
Legende
- Bild: Eine bearbeitete Abbildung der genannten Marke. Das Verhältnis der Größe der Briefmarken zueinander ist in diesem Artikel annähernd maßstabsgerecht dargestellt. Sollten keine Marken abgebildet sein, liegt es daran, dass das Urheberrecht des Künstlers noch nicht erloschen ist.
- Beschreibung: Eine Kurzbeschreibung des Motivs und/oder des Ausgabegrundes. Bei ausgegebenen Serien oder Blocks werden die zusammengehörigen Beschreibungen mit einer Markierung versehen eingerückt.
- Wert: Der Frankaturwert der einzelnen Marke in Pfennig. Ein „+“ bedeutet, dass es sich um eine Zuschlagsmarke handelt (= Frankaturwert + Spende).
- Ausgabedatum: Das Datum des erstmaligen Verkaufs dieser Briefmarke.
- Gültig bis: Das Datum, an dem die Gültigkeit endete.
- Auflage: Soweit bekannt, wird hier die zum Verkauf angebotene Anzahl dieser Ausgabe angegeben.
- Entwurf: Soweit bekannt, wird hier angegeben, von wem der Entwurf dieser Marke stammt.
- Mi.-Nr.: Diese Briefmarke wird im Michel-Katalog unter der entsprechenden Nummer gelistet.

| Sondermarken | |                  |                       |                   |           |                                      |         |
| Bild         | Beschreibung | Werte in Pfennig | Ausgabe- datum (1958) | gültig bis        | Auflage   | Entwurf                              | Mi.-Nr. |
|              | Männer aus der Geschichte Berlins (II) - Theodor Mommsen (1817–1903), Historiker und Altertumswissenschaftler, Literaturnobelpreis 1902 | 7                | 24. Oktober           | 30. Juni 1960     | 5.000.000 | Arthur Degner                        | 163     |
|              | - Heinrich Zille (1858–1929), Grafiker, Lithograf, Maler, Zeichner und Fotograf                                                         | 8                | 10. Januar            | 30. Juni 1960     | 2.000.000 | Arthur Degner                        | 164     |
|              | - Ernst Reuter (1889–1953), Regierender Bürgermeister von Berlin                                                                        | 10               | 29. September         | 30. Juni 1960     | 2.300.000 | Arthur Degner                        | 165     |
|              | - Friedrich Schleiermacher (1768–1834), Theologe, Philosoph und Pädagoge                                                                | 20               | 5. Dezember           | 30. Juni 1960     | 6.000.000 | Kunstwerkstätten der Bundesdruckerei | 167     |
|              | 78. Deutscher Katholikentag in Berlin - Christusdarstellung, Kosmos-Symbol                                                              | 10               | 13. August            | 31. Dezember 1960 | 2.300.000 | Ernst Finke                          | 179     |
|              | - Christusdarstellung, Kosmos-Symbol | 20               | 13. August            | 31. Dezember 1960 | 2.300.000 | Ernst Finke                          | 180     |
|              | 1. Todestag von Otto Suhr (1894–1957) Otto Suhr war von 1955 bis zu seinem Tod Regierender Bürgermeister von Berlin                     | 20               | 30. August            | 31. Dezember 1960 | 2.300.000 | Leon Schnell                         | 181     |